# Peterskirken
Peterskirken (italiensk: Basilica di San Pietro in Vaticano) er en af verdens største kirkebygninger. Den er også kendt for sin benediktionsloggia, hvorfra en nyvalgt pave præsenteres første gang efter en afholdt konklave. Det er et af de helligste steder indenfor katolicismen og centrum for den romersk-katolske kirke. Den er ikke en domkirke, men en Laterankirke (San Giovanni in Laterano).
Kirken er fra den italienske højrenæssance beliggende i Vatikanstaten – en uafhængig mikronation – der er en indklave i byen Rom, Italien. Den blev oprindeligt planlagt i det 15. århundrede af pave Nicholas V og derefter pave Julius II som erstatning for den aldrende gamle Peterskirke, der blev bygget i det fjerde århundrede af den romerske kejser Konstantin den Store. Byggeriet af den nuværende basilika begyndte den 18. april 1506 og blev afsluttet den 18. november 1626.

## Bygning
Byggeriet blev påbegyndt i 1506 og afsluttet i 1626. Traditionen fortæller, at den blev bygget, hvor Sankt Peter, en af Jesu disciple og den første pave, blev korsfæstet og begravet. Kirken rummer efter overleveringen Sankt Peters grav under hovedaltret. Også andre paver er begravet der.
I kirken findes en samling af smukke mosaikker og marmorskulpturer. Den mest kendte er Michelangelos Pietà, der forestiller jomfru Maria med Jesus i sine arme, efter han er korsfæstet. Gravmonumentet for pave Pius VII (1831) er af Thorvaldsen, der ikke var katolik.
Den overdækkede korridor Passetto di Borgo opført af pave Nikolaus III forbinder kirken med Engelsborg. Går man ind ad Peterskirkens hovedportal, kommer man efter få meter til en stor, rød porfyrsten i gulvet. Der skal Karl den Store have stået, da han under julemessen i år 800 blev kronet til kejser af pave Leo III. Karl havde ønsket selv at sætte kronen på sit hoved og syntes meget dårligt om, at paven kom ham i forkøbet.
Den svenske konvertit Gudrun Ramstad havde en tilbøjelighed for katolske præster. Efterhånden gjorde det hende berygtet i hele Norden. J.O. Smit, der var katolsk biskop i Oslo, havde ondt af hende og tilbød hende sjælesorg, som han dog måtte afbryde af frygt for skandale. I 1928 flyttede han til Rom for som domherre at stå for de pavelige ceremonier. Men frk. Ramstad rejste også til Rom, og efter vesper 24. november 1929 rettede hun en revolver mod Smit. Den var ikke ladt, og Vatikanets politi fik hende sendt hjem. Men et rygte vil vide, at et skud blev affyret. Efter våbenbrug skal en kirke indvies på ny, og det skal så være sket med Peterskirken i al hemmelighed.

### Design
Peterskirken er primært designet af Donato Bramante, Michelangelo, Carlo Maderno og Gian Lorenzo Bernini, og det er en af de mest anerkendte bygninger fra renæssancen og den største kirke i verden. Selvom det hverken er hovedkirken i den katolske kirke eller katedralen i bispedømmet Rom, er Peterskirken anset som en af de helligste i den katolske verden. Den er blevet beskrevet som "havende en unik position i den Kristne verden". og som den "største af alle kirker i kristendommen".